# Haemaphysalis phasiana
Haemaphysalis phasiana är en fästingart som beskrevs av Saito, Hoogstraal och Wassef 1974. Haemaphysalis phasiana ingår i släktet Haemaphysalis och familjen hårda fästingar. Inga underarter finns listade i Catalogue of Life.